# 다라수

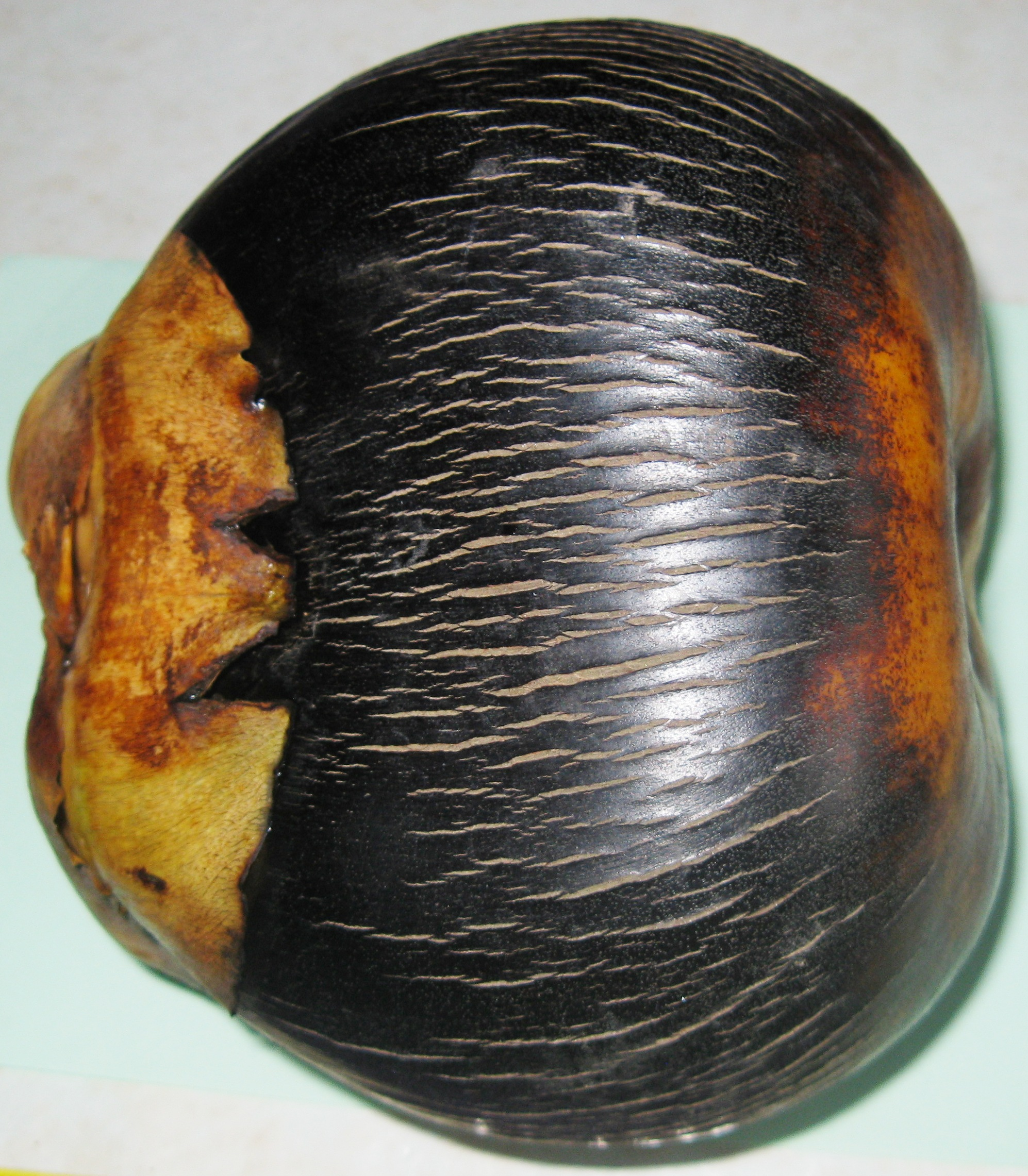
야자 열매

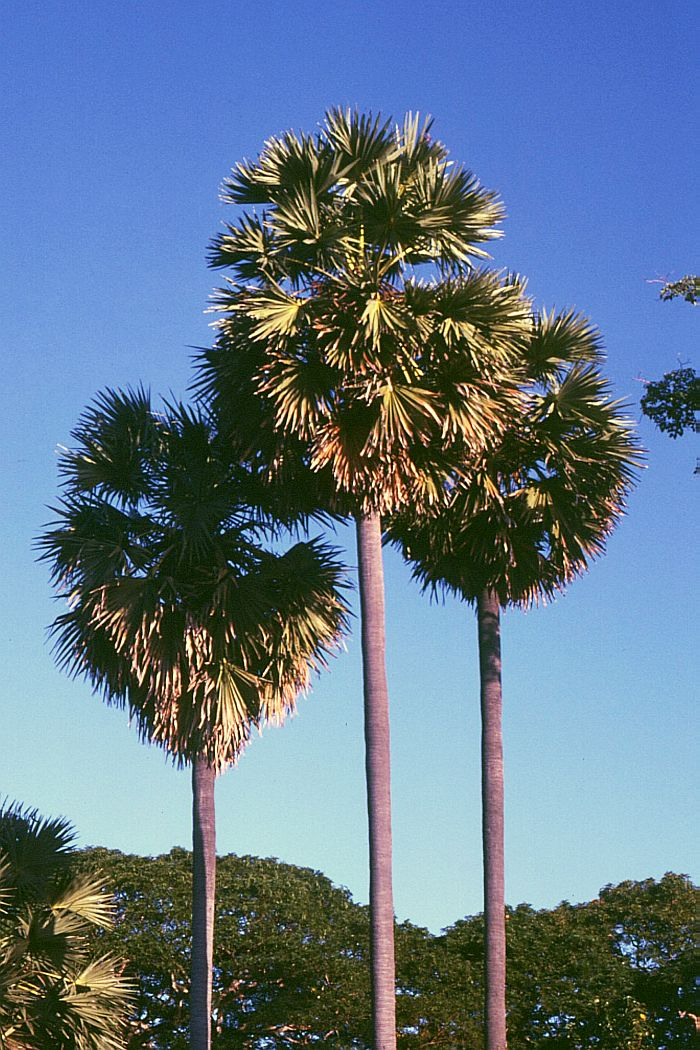
앙코르 와트의 다라수(Borassus flabellifer)

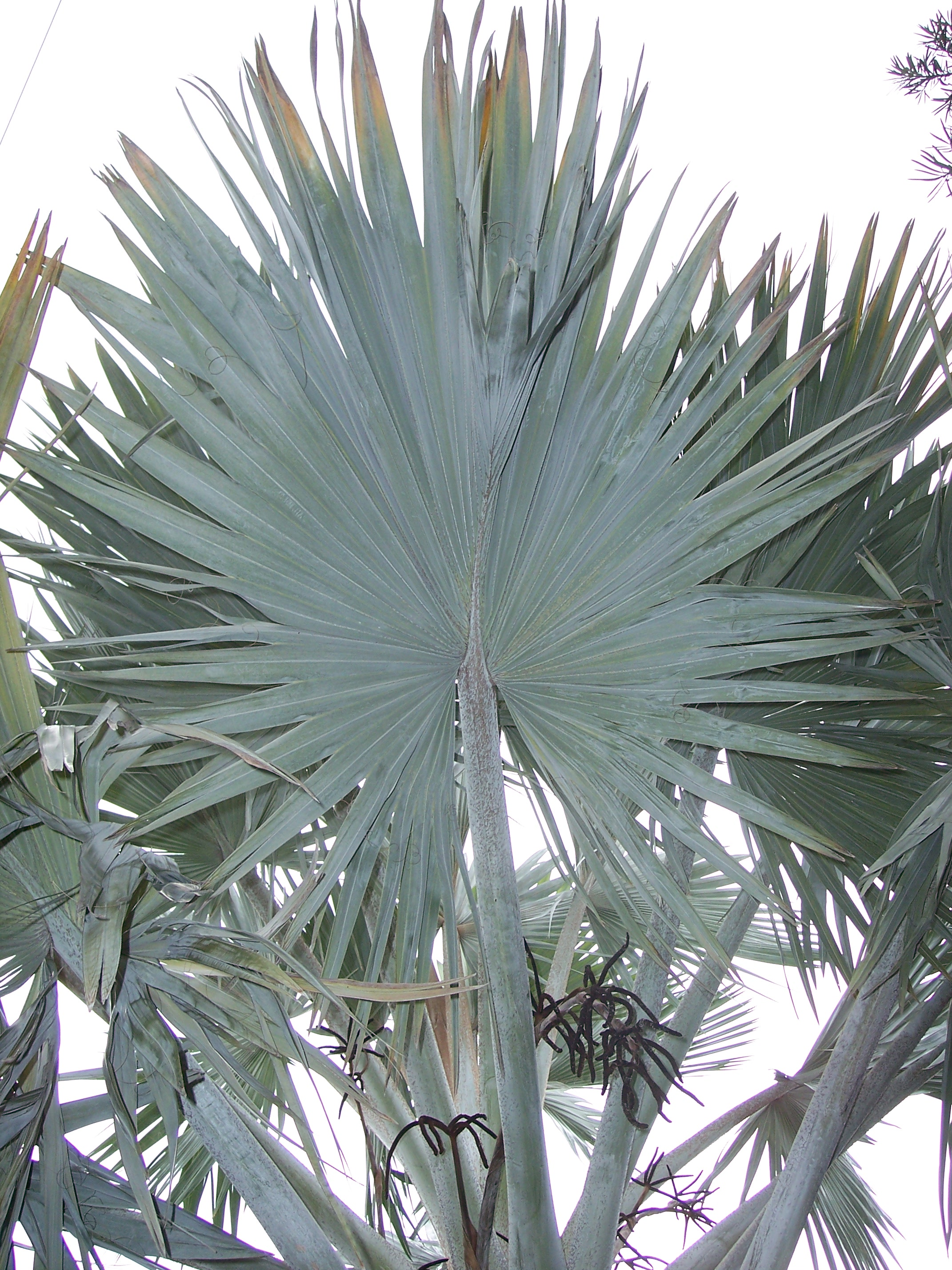
잎이 부채꼴인 야자수(fan palm)의 전형적인 예

다라수(多羅樹, 산스크리트어: tāla, 영어: Palmyra Palm) 또는 다라 나무는 종려과(棕櫚科)의 식물로 잎이 부채꼴인 야자수(fan palm)의 일종이다. 학명은 보라수스 플라벨리포르미스(Borassus flabelliformis) 또는 보라수스 플라벨리페르(Borassus flabellifer)이다.
인도 · 버마 · 스리랑카 등 열대지방에서 나는 나무이다.
다라수(多羅樹)라는 명칭은 《아함경》 등의 한역 불교 경전에서 종종 등장하는데, 고타마 붓다 당시 인도에서는 이 나무를 척도(尺度)의 단위로 삼았다.

## 참고 문헌
- 운허.  동국역경원 편집, 편집. 《불교 사전》. |title=에 외부 링크가 있음 (도움말)